# Manfred (Byron)

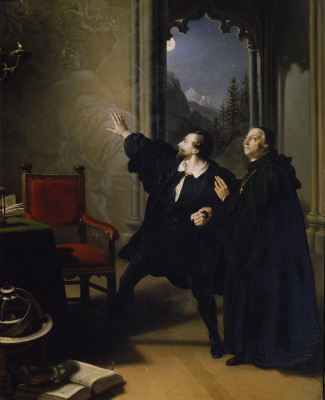
Johann Peter Krafft: Manfreds Sterbestunde, Öl auf Leinwand, 1825

Manfred ist der Titel eines dramatischen Gedichts in drei Akten von Lord Byron, das in vollständiger Form erstmals im Juni 1817 bei John Murray erschien. Es zählt zu den wichtigsten Werken nicht nur Byrons, sondern der ganzen Romantik.

## Entstehungsgeschichte
Das Werk entstand zwischen 1816 und 1817 und ist sichtlich inspiriert von Byrons Aufenthalt in der Schweiz im Jahr 1816, während dessen er zahlreiche Wanderungen in die Hochalpen unternahm.
Byron begann im Juli 1816 mit der Arbeit an dem Gedicht und veröffentlichte im Dezember 1816 eine erste Fassung der Incantation („Beschwörung“, ein „Chor aus einem unvollendeten Hexen-Drama, das vor einigen Jahren begonnen wurde“) als eigenständigen Text in The Prisoner of Chillon and Other Poems. Diese Incantation fand in überarbeiteter Form dann Eingang in die Eröffnungsszene des späteren Gesamtwerks in drei Akten, das von Byron im Mai 1817 vollendet und erstmals in vollständiger Form im Juni 1817 veröffentlicht wurde.
Byrons Werk entstand in der Tradition der Gothic Novel und zählt zusammen mit dem Roman Frankenstein der befreundeten Mary Shelley zu den wichtigsten Werken der Schauerliteratur in der englischen Romantik.

## Handlung

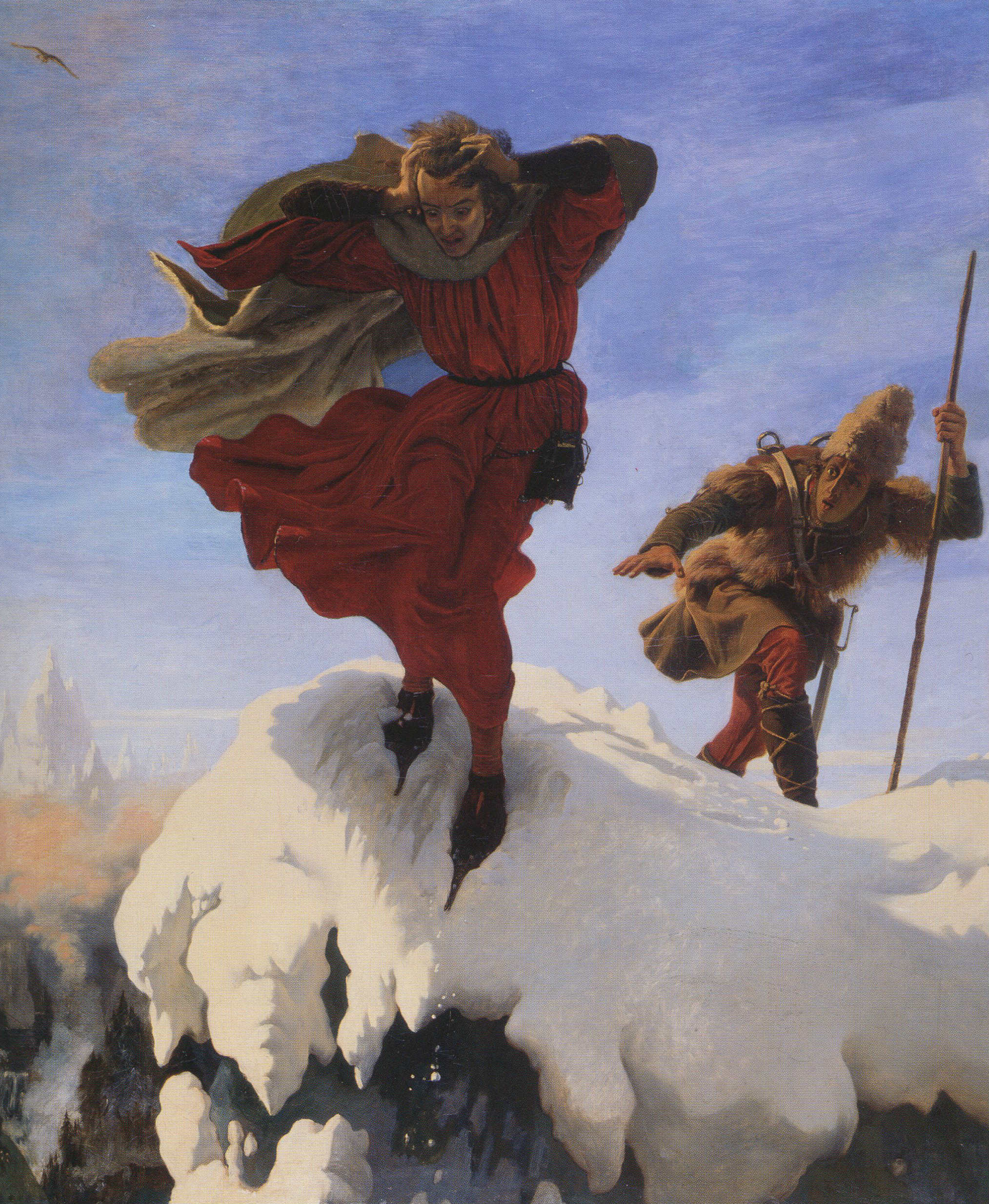
Ford Madox Brown: Manfred on the Jungfrau, Gemälde 1842

### Erster Akt
Der Protagonist Manfred befindet sich auf einer gotischen Galerie mitten in einer Geisterbeschwörung. Von den erscheinenden Elementargeistern begehrt er Vergessen. Als die Geister seinen Wunsch nicht erfüllen können, bricht Manfred zusammen. Am nächsten Morgen erwacht er auf dem Gipfel der Jungfrau im Berner Oberland. Er will sich in den Tod stürzen, wird aber von einem einfachen Gämsjäger davon abgehalten.

### Zweiter Akt
Manfred verlässt den Gämsjäger und trifft an einem Wasserfall eine Fee, der er sein Leid klagt. Hier werden die Gründe für Manfreds Weltschmerz deutlich: unzureichende Welt-Erkenntnis und der Tod seiner Geliebten Astarte. Danach kehrt er zurück auf den Berg und begegnet dort Geistern und der Göttin Nemesis, die auf Manfreds Flehen hin einwilligt, seine Geliebte Astarte aus dem Reich der Toten zu rufen, damit er mit ihr sprechen könne. Astarte spricht jedoch nur seinen Namen und sagt, sein Leiden werde am kommenden Tag enden. Manfred will von ihr wissen, ob ihm seine Sünden vergeben seien, doch er erhält keine Antwort.

### Dritter Akt
Manfred wird auf seinem Schloss von einem Abt aufgesucht, dem Manfreds Verbindungen zu finsteren Mächten zu Ohren gekommen sind. Manfred weist die Versuche des Abtes, ihn zur Buße zu bewegen, dankbar, aber entschieden zurück. Abends unterhalten sich die Diener Hermann und Manuel über frühere geheimnisvolle Experimente ihres Herrn. Diese Zusammenhänge werden jedoch im Laufe des Dramas nicht aufgeklärt. In der letzten Szene erscheint der Abt erneut und findet Manfred, dem Tode nah, in seinem Zimmer vor. Manfred weist jedoch die erneuten Versuche des Abts, ihn zur Buße und damit zur Errettung seiner Seele zu bewegen, zurück. Gleichfalls trotzt er aber auch finsteren Geistern, die ihn im Todeskampf bereits als ihr Eigentum ansehen. Er sei dem Tod verfallen, aber nicht der Hölle. Die Dämonen verschwinden, Manfred stirbt. Der Abt beschließt das Drama, indem er seiner bangen Ungewissheit, wohin die Seele Manfreds nun gelangen würde, Ausdruck verleiht.

## Interpretation
Die Geisterbeschwörungsszene zu Beginn legt auffällig wenig Wert auf die Einführung des Protagonisten. Erst im Verlauf des Dramas werden die Vergangenheit und die Handlungsmotive Manfreds ersichtlich.
Die Szene weist bezeichnende Parallelen zu Goethes Faust auf, wo der Protagonist ebenfalls aufgrund unzureichender Erkenntnis einen Geist beschwört, dem er gleichen will. Byron wollte sein Drama auch als Antwort auf Goethes Faust verstanden wissen.
Manfred ist ein Musterbeispiel für den tragischen Figurentypus des Byron’schen Helden. Er ist zwar emotional verwirrt und seelisch labil, aber bereit, für alle seine Taten die Konsequenzen zu tragen. Dass er zuletzt sowohl die Drohungen der Geister als auch die Segnung des Abtes zurückweist, hebt seinen Anspruch auf völlige Individualität hervor.
Neben dieser Betonung der Individualität können auch die wildromantisch-alpine Szenerie und die Präsenz von Geistern und mittelalterlichen Gebäuden als typische Elemente der Romantik erkannt werden.

## Rezeption

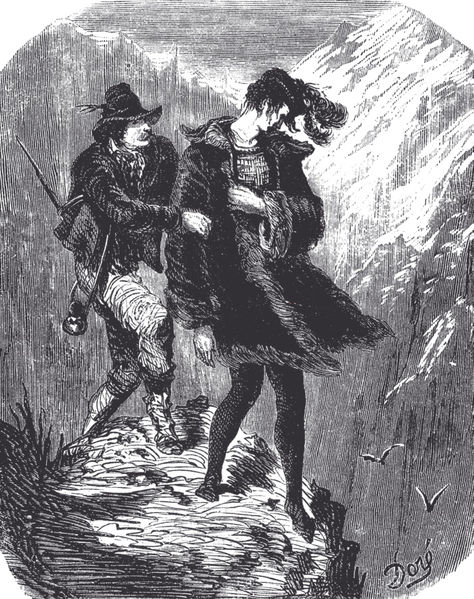
Gustave Doré: Manfred und der Gemsjäger, Holzstich, 1853

### Malerei
Folgende Maler stellten eine oder mehrere Szenen aus Manfred dar:
- Der deutsche Romantiker Johann Peter Krafft in den Ölgemälden Manfred und der Gemsenjäger (1820/1825) und Manfreds Sterbestunde (1825).
- Der englische Präraffaelit Ford Madox Brown in Manfred on the Jungfrau (1841/1861).
- Der Schweizer Maler Charles Gleyre  in Manfred ruft den Geist der Alpen (1825–1830).
- Der englisch-US-amerikanische Maler Thomas Cole in Scene from „Manfred“ (1833).
- Der englische Spätromantiker John Martin in Manfred and the Alpine Witch (1837) und Manfred on the Jungfrau (1837).

Von Gustave Doré existieren Druckgrafiken, die Szenen aus dem Stück schildern (siehe Abbildung rechts).

### Musik
Das Werk wurde von verschiedenen Musikern verarbeitet.
- Louis Lacombe komponierte 1847 die dramatische Symphonie Manfred.
- Robert Schumann kürzte das Stück von 1336 auf 975 Verse und vertonte es 1848 unter dem Namen Manfred – dramatisches Gedicht mit Musik (op. 115). Fälschlicherweise wird häufig allein die Ouvertüre als das Opus 115 angesehen.
- Friedrich Nietzsche schuf 1872 eine Manfred-Meditation für Klavier.
- Von Peter Iljitsch Tschaikowski stammt eine Manfred-Sinfonie (1886). Diese symphonische Dichtung in vier Bildern zählt zu den bekanntesten Rezeptionen von Byrons Werk.
- Die deutsche Gothic-Metal-Band The Vision Bleak vertonte Teile des ersten Aktes in dem Stück A Curse of the Grandest Kind auf ihrem Album Set Sail to Mystery.

### Hörspiele
Byrons Werk wurde in Deutschland zweimal für den Hörfunk adaptiert.
- 1952: Manfred, Regie: Cläre Schimmel (SDR). Mit Peter Lühr (Manfred), Walter Kottenkamp (Gemsenjäger), Theodor Loos (Abt von St. Mauritius), Uta Rücker (Alpenfee), Franz Johann Danz (Ariman, Fürst der Unterwelt), Mila Kopp (Nemesis), Ingeborg Engelmann (Astarte) u. a. – Laufzeit 85:00 min.

- 1967: Manfred, Regie: Heinz Wilhelm Schwarz (WDR). Mit Wolfgang Reichmann (Manfred), Walter Richter (Der Gemsjäger), Kurt Lieck (Abt), Gertrud Kückelmann (Alpenfrau), Edith Lechtape, Elisabeth Opitz, Elfriede Rückert u. a. – Laufzeit 78:10 min.

Beide Tondokumente sind erhalten.